# 김혁섭
김혁섭(1974년 5월 5일 ~ )은 대한민국의 전직 야구 선수 출신의 프로게임단 감독으로, MBC게임 히어로의 2대 감독이었으며, LG 트윈스의 투수였다. 현재 글로벌선진학교 문경캠퍼스 투수 인스트럭터이다.
매일 쓰고오는 선글라스와 모자가 인상적이다.

## 개요
동대문상업고등학교를 졸업하였고, 1993년에 LG 트윈스에 입단하면서 활동을 시작하였다. 2001년 선수 은퇴 후 2005년 POS (현MBC게임 히어로)로 합류하여 코치로 활동하였다.  2008년 하태기감독이 MBC게임 히어로의 프로젝트 매니저가 되자, 김혁섭이 감독대행을 하기 시작했다. 그러나 재임 기간은 오래가지 못하였고, 08-09 시즌이 끝난 직후 사임하였다.

## 수상 내역
- 1991년 청룡기 예선대회 우수투수상
- 1992년 황금사자기 예선대회 감투상
- 2006년 7월 SKY 프로리그 2006 전기리그 준우승
- 2007년 1월 SKY 프로리그 2006 후기리그 우승
- 2007년 1월 SKY 프로리그 2006 그랜드 파이널 우승
- 2007년 3월 제 2회 KeSPA컵 스타크래프트 부문 우승
- 2007년 3월 2006 대한민국 e스포츠대상 올해의 프로게임단
- 2007년 7월 신한은행 프로리그 2007 전기리그 3위
- 2007년 8월 경남-STX컵 마스터즈 2007 준우승
- 2008년 1월 신한은행 프로리그 2007 후기리그 3위
- 2008년 7월 신한은행 프로리그 2008 8위
- 2008년 8월 경남-STX컵 마스터즈 2008 준우승

## 같이 보기
- LG 트윈스
- MBC게임 히어로
- 하태기